# Championnat de Chypre de football 2001-2002
Navigation
Saison précédente Saison suivante
La saison 2001-2002 du Championnat de Chypre de football était la 64e édition du championnat de première division de Chypre. Les 14 meilleurs clubs du pays se retrouvent au sein d'une poule unique, la Cypriot First Division, où ils s'affrontent deux fois, à domicile et à l'extérieur. À l'issue du championnat, les trois derniers du classement sont directement relégués en D2 et remplacés par les trois meilleurs clubs de deuxième division.
C'est l'APOEL Nicosie qui remporte la compétition en terminant en tête du championnat. C'est le 17e titre de champion de Chypre de l'histoire du club.

## Les 14 clubs participants
| - Omonia Nicosie - Olympiakos Nicosie - AEL Limassol - Anorthosis Famagouste - APOEL Nicosie - Apollon Limassol - AEK Larnaca | - AE Paphos - Enosis Neon Paralimni - Doxa Katokopia - Ethnikos Achna - Ethnikos Assia - Promu de D2 - Ermis Aradippou - Promu de D2 - Alki Larnaca - Promu de D2 |

## Compétition

### Classement
Le barème utilisé pour établir le classement est le suivant :
- Victoire : 3 points
- Match nul : 1 point
- Défaite : 0 point

| Rang | Équipe                  | Pts | J  | G  | N | P  | Bp | Bc  | Diff |
| ---- | ----------------------- | --- | -- | -- | - | -- | -- | --- | ---- |
| 1    | APOEL Nicosie           | 59  | 26 | 18 | 5 | 3  | 66 | 22  | +44  |
| 2    | Anorthosis Famagouste C | 58  | 26 | 18 | 4 | 4  | 71 | 31  | +40  |
| 3    | AEL Limassol            | 54  | 26 | 17 | 3 | 6  | 47 | 27  | +20  |
| 4    | Omonia Nicosie T        | 53  | 26 | 17 | 2 | 7  | 56 | 35  | +21  |
| 5    | Olympiakos Nicosie      | 42  | 26 | 13 | 3 | 10 | 53 | 45  | +8   |
| 6    | Ethnikos Achna          | 42  | 26 | 13 | 3 | 10 | 46 | 38  | +8   |
| 7    | AEK Larnaca             | 41  | 26 | 13 | 2 | 11 | 56 | 42  | +14  |
| 8    | EN Paralimni            | 39  | 26 | 11 | 6 | 9  | 42 | 38  | +4   |
| 9    | Apollon Limassol        | 36  | 26 | 10 | 6 | 10 | 56 | 48  | +8   |
| 10   | AE Paphos               | 36  | 26 | 10 | 6 | 10 | 54 | 46  | +8   |
| 11   | Alki Larnaca 'P' -3     | 28  | 26 | 8  | 7 | 11 | 37 | 37  | 0    |
| 12   | Ethnikos Assia P        | 18  | 26 | 5  | 3 | 18 | 40 | 70  | -30  |
| 13   | Doxa Katokopia          | 9   | 26 | 2  | 3 | 21 | 30 | 84  | -54  |
| 14   | Ermis Aradippou P       | 1   | 26 | 0  | 1 | 25 | 16 | 107 | -91  |

|  | Qualification pour la Ligue des clubs champions 2002-2003                              |
|  | Qualification pour la Coupe UEFA 2002-2003                                             |
|  | Qualification pour la Coupe Intertoto 2002                                             |
|  | Relégation en Cypriot Second Division                                                  |
|  | T : Tenant du titre C : Vainqueur de la Coupe de Chypre P : Promu de deuxième division |

- Le club d'Alki Larnaca reçoit une pénalité de 3 points pour salaires impayés à un ancien entraîneur du club.

## Bilan de la saison
| Championnat de Chypre de football 2001-2002                     |                           |
| Champion                                                        | APOEL Nicosie (17e titre) |
| Coupes et trophées                                              |                           |
| Vainqueur de la Coupe de Chypre 2001-2002                       | Anorthosis Famagouste     |
| Qualifications continentales                                    |                           |
| Ligue des clubs champions 2002-2003 (1er tour de qualification) | APOEL Nicosie             |
| Coupe UEFA 2002-2003                                            | AEL Limassol              |
| Coupe UEFA 2002-2003                                            | Anorthosis Famagouste     |
| Coupe Intertoto 2002                                            | EN Paralimni              |
| Promotions et relégations                                       |                           |
| Promus en Cypriot First Division                                | Nea Salamina Famagouste   |
| Promus en Cypriot First Division                                | Digenis Morphou           |
| Promus en Cypriot First Division                                | Aris Limassol             |
| Relégués en Cypriot Second Division                             | Ethnikos Assia            |
| Relégués en Cypriot Second Division                             | Doxa Katokopia            |
| Relégués en Cypriot Second Division                             | Ermis Aradippou           |